# خوذة أم80 العراقية
خوذة أم80 العراقية هي خوذة عسكرية مصنوعة من قماش مضغوط تستخدمها القوات المسلحة العراقية منذ أوائل الثمانينيات فصاعدًا. خلال الحرب العراقية الإيرانية، وحرب الخليج الفارسي/ عملية عاصفة الصحراء، وغزو العراق/ عملية تحرير العراق عام 2003. صنعت هذه الخوذات وصممت في الأصل في كوريا الجنوبية بواسطة شركتي هيونداي للصناعات الثقيلة و أج أج ديدزين، وكلاهما من الشركات الكورية الجنوبية، ولكن في عام 1990 ظهرت نسخة عراقية الصنع، والتي عادة ما تكون مزودة بحافة مطاطية مميزة. كلا النوعين من الخوذات تستخدم من قبل قوات الأمن العراقية ولكن بشكل محدود إذ استبدلت بخوذة PASGT [الإنجليزية] الأمريكية.

## التاريخ
قبل الثمانينيات، استخدمت القوات المسلحة العراقية خوذ فولاذية مختلفة كان معظمها من أصل سوفيتي. وشملت هذه الخوذ الروسية أس أس أج 40 و أس أس أج 68 وأنماط أم 50 البولندية. استبدلت هذه الأنماط أوائل الثمانينيات بخوذة أم80. صنعت الخوذ الجديدة من مواد مركبة خفيفة الوزن وشرائها من مصنعيها الكوريين الجنوبيين غير مكلف بالمرة، في وقت كان الاقتصاد العراقي منهكًا بشدة بسبب الحرب مع إيران.

## التصميم

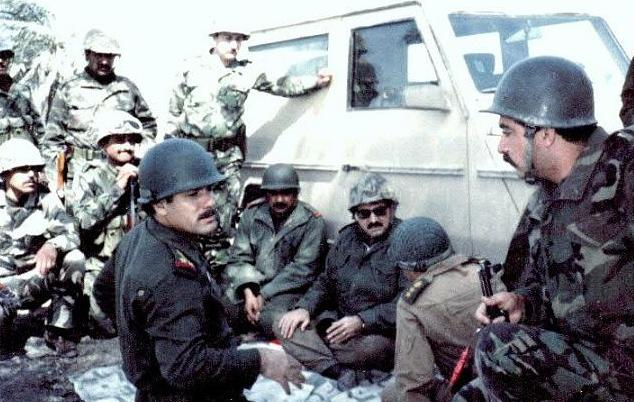
ضباط عراقيون خلال عملية الفجر 8_ 1986. جميعهم يرتدون خوذات أم80

من الواضح أنها مستوحاة من خوذة M1 [الإنجليزية] الأمريكية التي ظهرت لأول مرة خلال الحرب العالمية الثانية، فقد اختلفت بشكل كبير في كونها مصنوعة من طبقات مضغوطة من القماش المطلي بالبلاستيك. قدم هذا حتما للقوات درجة أقل بكثير من الحماية الباليستية من خوذة فولاذية أو خوذة مركبة حديثة مثل PASGT. بطانة أم80 هي نسخة مباشرة من بطانة ردل التي شوهدت على خوذ أم1 الأمريكية المصنوعة بعد عام 1972 واستخدمت حزام ذقن من النوع تي1 الأمريكي. طليت الخوذ باللون الأخضر الداكن، وغالبًا ما كانت مطلية باللون البني الصحراوي الذي يميل إلى التآكل، مما يكشف عن اللون الأصلي تحتها. من عيوبها الاهتراء عند الحواف، مما يظهر طبقات القماش المستخدمة في بنائها.[بحاجة لمصدر]
في عام 1990 ظهرت نسخة عراقية الصنع من هذه الخوذة، أم90، والتي كانت ذات جودة صنع رديئة. هذه الخوذ اللاحقة عرضة للانقسام عند الحواف ولها حافة مطاطية واقية. طليت الخوذ ما بعد عام 1990 بلون البني الفاتح فقط. يمكن العثور على كلا النوعين من الخوذ ذات مجموعة متنوعة من العلامات العربية والعسكرية، وأحيانًا تكون مطلية باللون الأبيض مع علامات حمراء للشرطة العسكرية العراقية. رميت الخوذ العراقية بأعداد كبيرة في ساحات القتال في العراق والكويت وأخذها الجنود الغربيين معهم عند العودة إلى ديارهم بأعتبارها هدايا تذكارية شهيرة من الخليج الفارسي.

## أنظر أيضا
- خوذة عراقية M90